# Philippe Aronson
Pour les articles homonymes, voir Aronson.
Œuvres principales
- Un trou dans le ciel

Philippe Aronson, né en 1967 à New York, est un écrivain, critique littéraire, éditeur et traducteur franco-Americain.

## Biographie
Philippe Aronson grandit aux Etats-Unis mais parle Français avec sa mère et passe les étés de son enfance en France. Il déménage en 1991 à Paris où il vit aujourd’hui. Il commence sa carrière comme pianiste avant de se tourner vers la littérature en écrivant des nouvelles, notamment pour la revue Rue Saint Ambroise.  De 1997 à 2003 il traduit de grands auteurs dans la revue Les Épisodes : Charles Bukowski, William Burroughs, Emmanuel Bove, Samuel Beckett, Bruce Chatwin… 
Depuis 2001 il se consacre principalement à la traduction, le plus souvent avec sa femme Emmanuelle Aronson. Ensemble ils ont notamment traduit Ceux du Nord-Ouest de Zadie Smith et À l’épreuve de la faim de Frederick Exley.  Il compte à son actif 75 traductions de nouvelles, romans et essais en 2019 .  En 2015, il est nommé pour le Prix Michel Tournier (sélection adulte) pour sa traduction du roman d'Edward Kelsey Moore, Les Suprêmes, lors du 15e salon du livre de la Vallée de Chevreuse Lirenval.
En marge de son activité principale, il collabore à quelques numéros du Magazine littéraire ainsi qu'au supplément Le Monde des livres, et en 2011, il rejoint brièvement le comité éditorial du magazine Le Believer, version française de la revue américaine The Believer fondée par Dave Eggers, Vendela Vida et Nick Hornby, édité par Inculte,,,. Il a participé au Festival America en 2012 et en 2014 aux premières rencontres littéraires de Bastia Una Volta Dui Mondi, .
En 2016 il publie Un trou dans le ciel, roman consacré à la figure de Jack Johnson, premier boxeur noir américain à remporter le titre de champion du monde de poids lourd. A cette occasion il donne plusieurs interviews ,.

## Œuvres

### Roman
- Un trou dans le ciel, Inculte,  (ISBN 979-1-09-508613-0)

### Nouvelles
- La Cuisinière, parue dans la revue littéraire Rue Saint Ambroise, no 13, janvier 2004
- Testicules, parue dans la revue littéraire Rue Saint Ambroise, no 15, février 2005
- Dans les années 90, in Le Livre des fêlures : 31 histoires cousues de fil noir (anthologie dirigée par Patrice Carrer regroupant un collectif de 31 auteurs undergrounds et récompensée par le Prix de La Nuit du Livre 2011[17]), 13e note éditions, 2010
- L'Espace du silence, parue dans le magazine L'Incroyable, no 1 Spécial Juliette Gréco, avril 2015[18]

### Traductions (liste non exhaustive)
- Apocalypse Now Journal d’Eleanor Coppola, Sonatine Éditions, Octobre 2011
- L'Abandon de Peter Rock, Rue Fromentin Éditions, Janvier 2012
- Babayaga de Toby Barlow, Grasset, Septembre 2015
- La Bibliothèque du géographe de Jon Fasman, Seuil, Mars 2007
- Aurora, Minnesota de William Kent Krueger, Le Cherche midi, Prix Anthony du meilleur premier roman 1999
- Chroniques américaines de Pauline Kael, Sonatine Éditions
- Conversations, Andy Warhol et William S. Burroughs de Victor Bockris (en), éditions Inculte[19]
- Warhol : La biographie de Victor Bockris, éditions Globe
- Chroniques des jours enfuis de Sam Shepard, 13e note éditions
- Le Bouc hémisphère de DBC Pierre, Éditions du Seuil, Prix Booker 2003
- En attendant Ludmilla de DBC Pierre, Éditions du Panama
- Natasha et autres histoires de David Bezmozgis, éditions Christian Bourgois
- Well de Matthew McIntosh (en), éditions du Seuil
- De la beauté de Zadie Smith, éditions Gallimard
- Le Dernier Stade de la soif de Frederick Exley, éditions Monsieur Toussaint Louverture
- À l’épreuve de la faim de Frederick Exley, éditions Monsieur Toussaint Louverture
- Le Prix à payer de J. C. Amberchele, préface de Philippe Aronson, Hachette Littérature[20]
- Je suis du bon côté d'Henry Baum (en), Hachette Littérature
- Limousines blanches et blondes platine de Dan Fante, 13e note éditions
- De sueur et de sang de F.X. Toole, 13e note éditions
- Pater Nostra d'Eugene Robinson, éditions Inculte
- Perv, une histoire d’amour de Jerry Stahl, 13e note éditions
- Mémoires des ténèbres de Jerry Stahl, 13e note éditions
- Les Frères Sisters de Patrick DeWitt, éditions Actes Sud[2], Prix du Gouverneur général 2011
- Sheeper d'Irving Rosenthal (en), Hachette Littérature
- So much pretty de Cara Hoffman (en), Éditions Stock
- Stone Arabia de Dana Spiotta, éditions Actes Sud
- Les Suprêmes de Edward Kelsey Moore, éditions Actes Sud
- Trois mois de fièvre de Gary Indiana (en), Éditions Phébus
- Yellow Birds de Kevin Powers, Éditions Stock[21], Guardian First Book Award 2012
- Un hologramme pour le roi de Dave Eggers, éditions Gallimard
- Elle a disparu de Gwendolen Gross, Éditions Liana Levi
- Le Monde n'a pas de fin de Bilal Tanweer, Éditions Stock
- Les chants d'amour deWood Place de Honorée Fanonne Jeffers 2023

### Préface et articles
- « Préface » (intitulée Les livres sont écrits par des prisonniers) au roman de J.C. Amberchele, Le Prix à payer, Paris, Hachette Littérature, 2008  (ISBN 2-012-37264-3)
- « Le Film », dans Le Monde, 23 janvier 2009 : Critique du roman de Cypora Petitjean-Cerf.
- « Portrait d'un père éloigné de tout », dans Le Monde, 6 mars 2009 : Critique du récit Avec tes mains d'Ahmed Kalouaz[22].
- « Journal 1973-1982 », dans Le Magazine littéraire no 485, avril 2009 : Critique du livre de Joyce Carol Oates[23].
- « Le Remède et le Poison », dans Le Magazine littéraire no 487, juin 2009 : Critique du roman de Dirk Wittenborn[24].
- « Dany Laferriere in conversation with Alain Mabanckou », dans The Believer, janvier 2013 : Présentation[25]